# Auralia
Auralia ist eine Sorte des Apfels (Malus domestica), die eine Kreuzung aus 'Cox Orangenrenette' und 'Schöner aus Nordhausen' darstellt. Sie wurde am Institut für Acker- und Pflanzenbau in Müncheberg gezogen. Ein Synonym für die Sorte ist 'Tumanga'. Selektiert wurde die Sorte 1935 und sie ist seit 1960 im Handel. 

## Beschreibung
Der Baum ist starkwüchsig und bildet eine breit pyramidale Krone aus. Die hängenden Äste sind dicht verzweigt. Er ist mehltauanfällig, aber weniger empfindlich gegenüber Schorf. 
Die Blüten entwickeln sich endständig an Kurztrieben oder seitlich an ein- und zweijährigem Langtrieben. Die wenig empfindlichen Blüten sind sehr lang anhaltend. 
Die kleine bis mittelgroße, flachkugelige Frucht wird 66 mm breit und 52 mm hoch und erreicht ein Gewicht von 110 Gramm. Die glatte, trockene, geschmeidige und dünne Schale ist gelbgrün gefärbt und hellorange bis kräftig trüb rötlichorange überzogen. Das mittelfeste, gelblich weiße Fruchtfleisch ist feinzellig, saftig und fein süßsäuerlich. Die Pflückreife ist von Mitte bis Ende Oktober, Genussreife von Dezember bis März. Der lagerfähige Apfel kann auch frisch verbraucht werden, ist aber druck- und transportempfindlich.